# Karl von Sievers (Offizier)

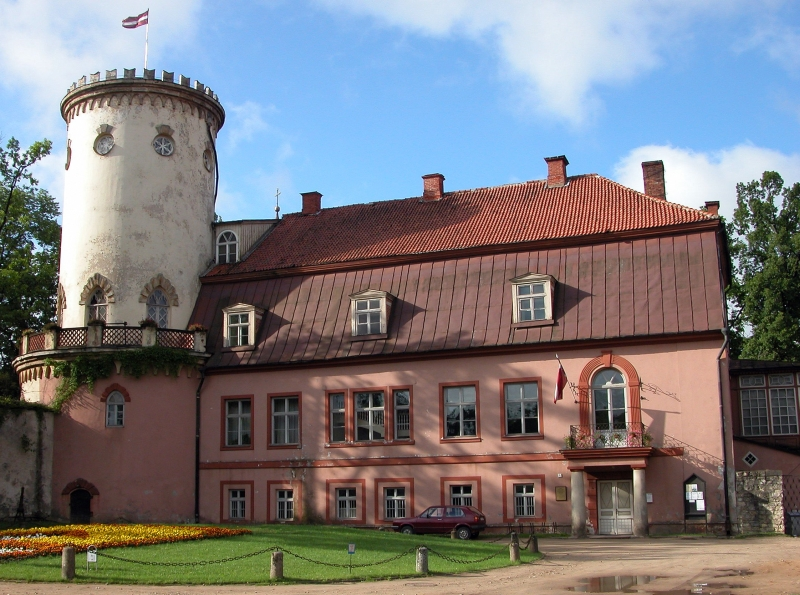
Das neue Schloss Wenden

Karl Eberhard Graf von Sievers (* 21. Juni 1745 in Bauenhof, heute: Bauņi, bei Wolmar; † 21. Mai 1821 in Wenden) war ein deutsch-baltischer Offizier und russischer Hofrat.

## Leben
Karl war der Sohn des holsteiner Kanzleirats und livländischen Gutsherrn zu Bauenhof Joachim von Sievers (1699–1770). Er hatte mehrere Brüder, darunter den russischen Staatsmann und Diplomaten Jacob Johann von Sievers.
Karl v. Sievers studierte an der Universität Kiel und trat danach in den holsteinischen Militärdienst ein. 1768 wurde er Leutnant der Infanterie in Österreich. 1776 kehrte er als Major nach Russland zurück. Hier erwarb er 1777 die Burg Wenden und ließ dort ab 1812 den bekannten Landschaftsgarten anlegen.
Karl von Sievers heiratete Magda Freiin von Mengden (* 17. Juli 1748; † 31. August 1837). Eines ihrer Kinder war der spätere Gouverneur von Preußen Carl Gustav von Sievers.

## Nachkommen
- Carl Gustav (1772–1856), Gouverneur von Preußen
- Jakob Ernst (1773–1810), russischer Generalmajor
- Anna Sophie (1776–?)
- Johann (1778–1827), russischer General und Ingenieur
- Charlotte Elisabeth (1780–1868)
- Charlotte Wilhelmina (1781–?)
- Otto Wilhelm (1782–1820), russischer Offizier
- Alexander (1786–1814), Dr. phil, russischer Hofrat